# Southland
Southland (estilizada como SouthLAnd; no Brasil, Southland: Cidade do Crime ou Southland – A Cidade do Crime) é uma série de televisão policial criada pelo produtor executivo de ER John Wells. A série substituiu o seriado médico de longa data no horário de quinta-feira às 22 horas. A série narra as histórias de oficiais e detetives do Departamento de Polícia de Los Angeles. Após a primeira temporada a NBC a cancelou, porém o canal TNT a reviveu. Em 2013, a série foi cancelada e foi cotada a produção de um telefilme.
Em Portugal passou a ser exibida na FOX desde o dia 30 de novembro de 2009. No Brasil estreou no canal pago Space no dia 10 de junho de 2010. No dia 14 de março de 2011 estreou na madrugada de domingo para segunda-feira do canal aberto SBT. No dia 30 de julho de 2011 a série reestreiou na emissora substituindo Sobrenatural aos sábados no horário nobre, sendo exibida desde a primeira temporada. Foi exibida no Tele Seriados em 2013 e novamente em 31 de julho de 2015, após The Vampire Diaries.

## Sinopse
Southland leva um "olhar cru e autêntico", em Los Angeles e as vidas dos oficiais de polícia de Los Angeles, segundo a visão deles. A primeira temporada da série é sobre as experiências e interações dos agentes de polícia de Los Angeles patrulha e detetives, e é mais um drama emocional do que um procedimento policial.
Entre os personagens, está o oficial Ben Sherman e seu oficial de treinamento, John Cooper, que é desconhecido para a maioria de seus colegas que ele é homossexual; a Detetive Lydia Adams, que deve equilibrar o trabalho com a responsabilidade de viver com sua mãe; a Diretora de Chickie Brown, que aspira a ser a primeira mulher na equipe da SWAT elite da polícia de Los Angeles; e o detetive Sammy Bryant, cuja casa vida interfere com a sua vida profissional.
Depois de sua primeira temporada na NBC, Southland mudou-se para rede TNT. A segunda temporada colocado menos ênfase no elenco, focando mais nos personagens Adams, Sherman, Cooper e Bryant e seus parceiros. Além disso, as histórias semanais centram mais nos crimes, com menos linhas de história serializadas.

## Elenco
| Ator/Atriz        | Personagem                     |
| ----------------- | ------------------------------ |
| Ben McKenzie      | Oficial Ben Sherman            |
| Michael Cudlitz   | Oficial John Cooper            |
| Regina King       | Detetive Lydia Adams           |
| Tom Everett Scott | Detetive Russell Clarke        |
| Michael McGrady   | Detetive Daniel "Sal" Salinger |
| Kevin Alejandro   | Detetive Nate Moretta          |
| Shawn Hatosy      | Detetive Sammy Bryant          |
| Arija Bareikis    | Oficial Chickie Brown          |
| Lucy Liu          | Oficial Jessica Tang           |

## Produção
A série foi criada pelo escritor vencedor do Emmy, Ann Biderman, que começou sua carreira de escritor de televisão com a primeira temporada do drama policial NYPD Blue. Os produtores executivos da série são Biderman, Christopher Chulack, e John Wells. Wells e Chulack, ambos também ganhadores do Emmy Award, já haviam trabalhado juntos no aclamado drama médico de serviços de emergência ER e Third Watch. Muitos outros membros da tripulação já havia trabalhado com Wells e Chulack sobre estas séries. Wells e Biderman também escreveram para a série e Chulack foi o diretor regular. Biderman deixou sua posição de produtor executivo depois da segunda temporada, mas continuou a escrever para a série na terceira temporada. A ex-policial Angela Amato Velez serviu como produtora e escritora de consultoria para a primeira temporada; ela já havia trabalhado para os produtores executivos em Third Watch. Dee Johnson serviu como produtor e escritor de consultoria para a primeira temporada; ela já havia trabalhado com Wells e Chulack Öner.
A equipe de roteiristas ganhadora do Emmy, Mitchell Burgess e Robin Green foram contratados como consultores executivos e escritores para a segunda e terceira temporada; que já havia trabalhado juntos como produtores executivos The Sopranos. Diana Son atuou como produtora e escritora de consultoria para a segunda temporada; ela já havia trabalhado no drama policial Law & Order: Criminal Intent. David Graziano entrou como um co-produtor executivo para a segunda temporada. Andrew Stearn era um produtor para as duas primeiras temporadas e foi promovido a co-produtor executivo para a terceira temporada; ele já havia trabalhado em Third Watch. Jonathan Lisco foi contratado como co-produtor executivo para a terceira temporada; ele é um ex-advogado e criou o drama policial de Nova Orleans K-Ville. Jason Horwitch, criador de Rubicon da AMC, se juntou ao show como consultor de produção para a quarta temporada. De ER e Third Watch, o veterano Nelson McCormick foi também um diretor titular para Southland. O especialista Michael J. Muro serve como diretor de fotografia regular e ocasional diretor para a série. Dana Gonzales é outro diretor regular da fotografia. Os produtores usaram tanto membros atuais e antigos de gangues para desempenhar o papel de gangsters em Southland.

## Recepção
Southland teve recepção geralmente favorável por parte da crítica especializada. Em sua primeira temporada, com base de 22 avaliações profissionais, alcançou uma pontuação de 69% no Metacritic. A segunda temporada recebeu uma pontuação média de 77, baseada em 12 avaliações indicando "avaliações favoráveis". Ao retornar para a sua terceira e quarta temporada da série recebeu grande aclamação crítica, recebendo uma pontuação média de 81, baseado em 9 comentários para a terceira temporada e uma pontuação média de 87, baseado em 7 comentários para a quarta temporada tanto indicando "aclamação universal". A quinta temporada recebeu uma classificação de 86 de 100 baseado em 8 opiniões.

## Lançamento em mídia
Pouco antes de sua estreia na TNT, a Warner Home Video lançou a primeira temporada em DVD (sem lançamento em blu-ray) em uma versão sem censura, com as profanações intactas. Em maio de 2011, a Warner Home Video também lançou a segunda temporada em uma versão sem censura de forma semelhante. Este título está atualmente disponível apenas através do programa do estúdio de fabricação sob demanda (MOD). Em 5 de fevereiro de 2013, um conjunto em uma caixa de DVDs intitulado Southland: A segunda, terceira, e quarta temporadas completas foi lançado em DVD; que incluiu mais de uma hora de bônus. Em 13 de agosto de 2013, a Warner Home Video lançou a última temporada do tele seriado em DVD. Todas as temporadas completas em um box de 3 DVDs, foi lançada em 12 de maio de 2015.